# Markensoziologie
Markensoziologie ist eine Spezielle Soziologie. Ihr zufolge ist jede Marke das Ergebnis von sozialen Bündnissen. Die Markensoziologie wurde von Alexander Deichsel begründet, der sie aus der Markentechnik des Hans Domizlaff ableitete.
Die Markensoziologie basiert maßgeblich auf der Lehre von Ferdinand Tönnies. Nach Tönnies entsteht Soziales dadurch, dass sich Menschen bejahend in Beziehung zueinander setzen. Das Soziale wird gewollt. Für die Marke bedeutet das, ihre Existenz beginnt, wenn Menschen sie bzw. ihre Leistung nachfragen und kaufen. Die Markensoziologie analysiert, wie solches Wollen entsteht und aus Sicht des Unternehmens gesteuert werden kann.